# Песнь колёс
«Песнь колёс» (болг. Песента на колелетата) — рассказ, написанный болгарским писателем Йорданом Йовковым в 1922 году. Впервые опубликован в журнале «Златорог» в 1924 году, в 1933 году включен в одноимённый сборник произведений писателя. Рассказ является одним из наиболее представительных произведений Йовкова.

## Сюжет
Действие рассказа происходит в деревне Али Анифе в Добрудже в начале XX века, где в то время жили мусульмане. Главный герой – Сали Яшар, плотник, делающий телеги. Сали Яшар считает, что должен найти себе «себап» – дело, которые бы приносило пользу другим людям. В итоге он понимает, что «себап» – это и есть его тележное ремесло.

## Действующие лица
- Сали Яшар
- Шакире – дочь Сали Яшара
- Джапар – жених Шакире